# Cirque Jules Verne

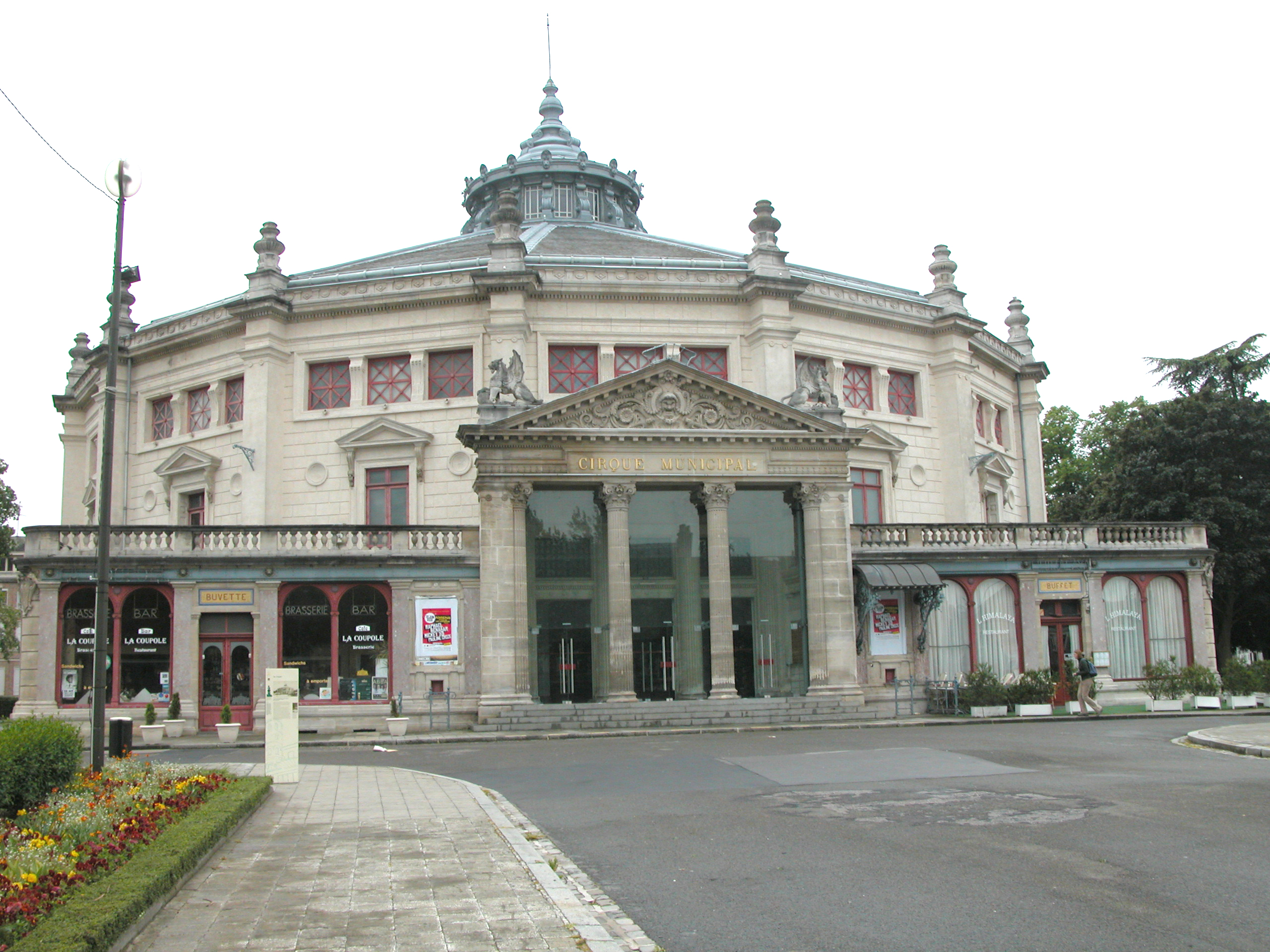
Het Stenen Circus van Amiens

Het stenen circus Cirque Jules Verne is een van de zeven stenen circussen die Frankrijk nog bezit.
Het was aanvankelijk een houten circus dat in 1875 gebouwd werd. In 1886 nam de stad Amiens de beslissing om het te vervangen door een stenen circus. In 1887 werd aan de bouw begonnen. Émile Ricquier, een leerling van Gustave Eiffel leidde de werken, en in juni 1889 kon het circus plechtig geopend worden. De naam van de auteur Jules Verne, die in deze tijd raadslid van Amiens was, werd aan het circus gegeven. Hij bezette deze zetel zestien jaar (van 1888 tot 1906) als lid van de Republikeinse partij, en zette zich in voor onderwijs en toneel.
Sindsdien hebben vele circusgezelschappen hier voorstellingen gegeven, waaronder het Circus Barnum and Bailey en het Circus Annie Fratellini. Maar niet enkel circusgezelschappen hebben het complex gebruikt, ook zangers zoals onder andere Ray Charles, Johnny Hallyday, Claude François en vele andere artiesten traden hier op. Het circus diende eveneens als decor voor enkele films van bekende regisseurs zoals Federico Fellini en Nico Papatakis.
Het circus werd gedurende twee jaar voor een grondige renovatie gesloten, en in november 2003 heropend. Er werd vooral werk gemaakt van de koepel om deze de oorspronkelijke uitstraling van weleer terug te geven.